# Линьсянь
Линься́нь (кит. упр. 临县, пиньинь Lín xiàn) — уезд городского округа Люйлян провинции Шаньси (КНР).

## История
При империи Западная Хань здесь существовал уезд Линшуй (陵水县); в конце империи Восточная Хань он был присоединён к уезду Лиши.
При империи Северная Чжоу на этой территории были созданы уезды Уту (乌突县), Динху (定胡县) и Куху (窟胡县). При империи Суй в 581 году уезд Уту был переименован в Тайхэ (太和县), а уезд Куху — в Сюхуа (修化县). При империи Тан в 620 году уезд Тайхэ был переименован в Линьцюань (临泉县). При империи Цзинь в 1123 году уезд Линьцюань был переименован в Линьшуй (临水县), а в 1195 году уезд Динху был переименован в Мэнмэнь (孟门县).
Во времена правления монголов уезд Линьшуй в 1261 году был вновь переименован в Линьцюань, а в 1337 году поднят в статусе до области Линьчжоу (临州), однако в подчинении области уездов не было, территория управлялась напрямую областными властями. При империи Мин в 1369 году область была понижена в статусе до уезда — так появился уезд Линьсянь.
В 1949 году был создан Специальный район Синсянь (兴县专区), и уезд вошёл в его состав. В 1952 году Специальный район Синсянь был расформирован, и уезд перешёл в состав Специального района Юйцы (榆次专区). В 1958 году Специальный район Юйцы был переименован в Специальный район Цзиньчжун (晋中专区). В 1967 году Специальный район Цзиньчжун был переименован в Округ Цзиньчжун (晋中地区).
В 1971 году был образован Округ Люйлян (吕梁地区), и уезд перешёл в его состав.
Постановлением Госсовета КНР от 23 октября 2003 года с 2004 года округ Люйлян был расформирован, а вместо него образован городской округ Люйлян.

## Административное деление
Уезд делится на 13 посёлков и 10 волостей.